# 蒂格雷競技俱樂部
蒂格雷竞技俱乐部（西班牙語：Club Atlético Tigre），一般稱為蒂格雷，是阿根廷布宜诺斯艾利斯省的一个足球俱乐部，成立于1902年。现参加阿根廷足球甲级联赛。
2007年，蒂格雷竞技升入甲级联赛。